# Derek Forbes

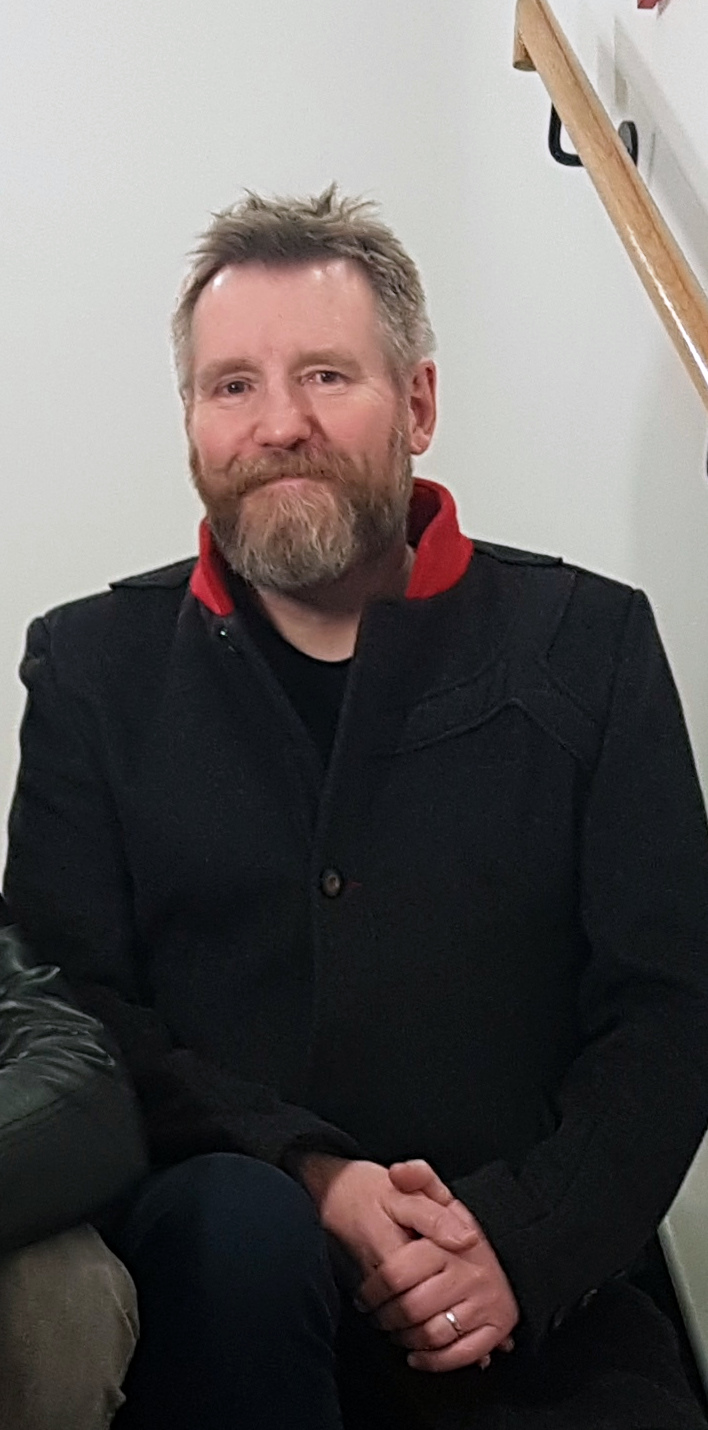
Derek Forbes, 2018

Derek Forbes (* 22. Juni 1956 in Glasgow, Schottland) ist ein schottischer Bassist und Gründungsmitglied der Rockband Simple Minds. Er gehörte der Band bis 1985 an und spielte danach in verschiedenen Bands, zeitweise auch wieder für die Simple Minds.

## Biografie
Derek Forbes startete seine Karriere in der Band Subhumans und stieß 1978 auf Jim Kerr, Charlie Burchill, Michael MacNeil, Brian McGee und Duncan Barnwell, den Simple Minds, und wollte eigentlich wieder Leadgitarre spielen, blieb aber, da ihm die Gitarre gestohlen wurde, als Bassist bei der Gruppe.

Nachdem Ende 1978 Duncan Barnwell die Band verlassen hatte, bildete sich die Formation, die ab 1979 die ersten Simple Minds Schallplatten einspielte.

Nach Auseinandersetzungen in der Band verließ Forbes 1985 die Band noch vor dem Live-Aid-Konzert und der Once Upon A Time Tour und ging zu der Synthie-Pop-Band Propaganda, wo er auf Brian McGee traf, der die Simple Minds schon 1981 verlassen hatte.

1995/98 kehrte er für das Album Neapolis und die Neapolis-Tour kurzzeitig zu den Simple Minds zurück.

Zusammen mit Ian Donaldson gründete Derek Forbes die Band Fourgoodmen, welche in wechselnden Formationen zusammenspielte.
Seit Ende 2011 trat er, gemeinsam mit Brian McGee und dessen Bruder Owen Paul, als ex Simple Minds auf. Die Band wird durch den Gitarristen Anthony William und den Keyboarder Andy Gall komplettiert. Das Repertoire erstreckt sich über die Anfangsjahre der Simple Minds (bis 1985), sowie vereinzelt Propaganda-Songs. Ende September 2012 stieg Forbes als Bassist bei der schottischen Band Big Country ein und im Juli 2015 wieder aus.